# ミミズバーガー
ミミズバーガーは、ハンバーガーチェーン店のパティ（肉）にミミズの肉が入っているという都市伝説。
ファストフード店でアルバイトとして雇われた従業員が、ミミズの肉を調理している現場を目撃し、多額の口止め料を受け取る、といった筋立ての都市伝説として語られる。アメリカ合衆国では1978年から1982年にかけて、大手チェーン店に対する誹謗中傷として広く流布し、荒唐無稽な噂が真に受けられた典型例としてしばしば引き合いに出される。
ミミズ肉は不衛生な屑や汚物を象徴しており、この噂は、アメリカの食文化やジャンクフードに対する偏見や反感を反映した噂であると考えられる。

## 反論
そもそも食用ミミズ肉が高価という問題がある。ミミズ肉は牛肉の5倍のコストが掛かり、使用すればそれだけで600円から700円ほどになる。また、ミミズの肉を調理するためには砂袋を取り去るなどの細かい下ごしらえが必要になり、牛肉よりも製造費用が高くなる。90年代のサブカルチャー雑誌『GON!』の誌上企画で実際に作成されたが、「食用ミミズの流通ルートが存在せず、牛肉パティより遥かに高くつく」「土を吐かせたり捌いたりと手間がかかるが、とにかく不味いのが問題」と酷評された。
アメリカのハンバーガーチェーン店であるマクドナルドは噂に対する反論として、ジャーナリストに働きかけたり、食品の安全性を保証する農家の手紙を店舗に張り出したり、マクドナルドのパティが牛肉100パーセントであることをテレビ広告でアピールするなどの対策を行った。
ミミズ肉の噂が発生した原因として、機械から出てくる挽肉の通称が「ミミズ」で、それが誤解されたのではという説がある。

## 備考
俳優の平幹二朗がテレビドラマ『100億の男』の一幕として、ミミズの入ったハンバーガーを食べる場面がある。
1965年にアメリカで公開されたホラー映画『THE WORM EATERS』が日本で公開された際、印象を強くしたいという理由から『ミミズバーガー』という邦題が用いられた。